# 오라시오 카르테스
오라시오 카르테스(스페인어: Horacio Cartes, 문화어: 오라씨오 까르떼스, 1956년 7월 5일 ~ )는 파라과이의 기업인 출신 정치인으로 현재 파라과이의 대통령이다.
아순시온에서 태어났다. 아순시온에서 국제학교를 졸업하였고 이후 미국에서 유학했다. 19세 때 환전 사업을 시작하였고, 수많은 기업들을 사들이거나 도우면서 약물 사업을 시작하였다. 1989년 통화 사기 혐의로 징역 7개월을 선고받기도 했다.
정치에 관여하지 않던 그는 2009년 콜로라도당에 입당하여 본격적인 정치 활동을 시작했고, 정계 입문 4년 만에 대통령 후보로 선출되었다. 이후 2013년 대통령 선거에서 45.8%의 득표율로 에프라인 알레그레를 누르고 당선되었다. 이후 2013년 8월 15일 취임하였다.
카르테스는 26개의 기업을 거느리고 있다. 2001년 축구 클럽 "클럽 리베르타드"의 대표가 되었다.

## 생애

### 어린 시절
오라시오 카르테스는 1956년 7월 5일 아순시온에서 라몬 텔모 카르테스 린드의 아들로 태어났다. 괴테 학교와 크리스트 레이 국제학교에서 수학했으며, 아버지의 도움으로 미국에 유학을 가기도 했다. 그의 아버지는 경비행기 업체인 세스나의 주인이었다.
19세 때 아맘바이 은행에서 환전 사업을 시작하였다.

### 약물 사업
환전사업을 시작한 지 몇 년 후, 카르테스는 타베사(파라과이 최대의 담배 및 주스병 제조업체)에 소속된 25개의 회사들을 사들이거나 도왔다. 이 때부터 그는 본격적인 기업인 활동을 시작하게 되지만, 약물 사업이었다는 점에서 오늘날도 큰 비판을 받고 있다.
1989년, 카르테스는 통화 사기 혐의로 징역 7개월을 선고받았다. 다행이도 그는 법원에 의해 혐의가 풀렸다. 그러나 2000년, 코카인과 마리화나를 실은 비행기가 그의 목장에 비상 착륙하는 일이 일어났다. 이에 그는 "마약 합법화와는 그 어떠한 관련도 없고, 나는 마약 합법화에 반대한다"라고 주장했다.

## 정치 활동
그는 1989년까지 독재자 알프레도 스트로에스네르를 지원했다. 이 시기 그는 '유능한 정치인'으로 이름을 알리기 시작했으며, 당의 신세대 정치인들을 대표했다.
2008년까지만 해도, 카르테스는 정치에 관여하지도 않았으며, 유권자로 등록하지도 않았다. 그러나 2009년, 그는 라틴아메리카 국가들의 좌경화에 반대하는 목적으로 중도우파 정당인 콜로라도당에 입당하였다. 이로써 그는 본격적인 정치 활동을 시작하였다. 2010년 11월 다른 콜로라도당 당원들과 함께 명예 콜로라도 운동당을 창당하였다.

### 2013년 파라과이 대통령 선거
2013년 대통령 선거에 콜로라도당 소속으로 출마하였다. 선거 운동 기간 당시 그는 여론조사에서 선두를 달렸다. 집권여당인 자유당 소속 에프라인 알레그레는 30%를 기록하여 그와 대결하였으며, 또다른 야권 후보인 마리오 페레이로는 10% 정도에 그치지 않았다. 선두를 달린 그는 2013년 4월 21일에 열린 대통령 선거에서 46%를 기록(정확히는 45.8%), 37%를 기록한 알레그레를 누르고 당선되었다. 부통령 후보 역시 그의 러닝메이트로 출마한 후안 아파라가 당선되었다.
그의 당선으로 2008년까지 61년간 장기집권한 콜로라도당은 다시 정권을 창출하게 되었고, 이후 2013년 8월 15일 취임하였다.

## 대통령 재임시

### 취임식

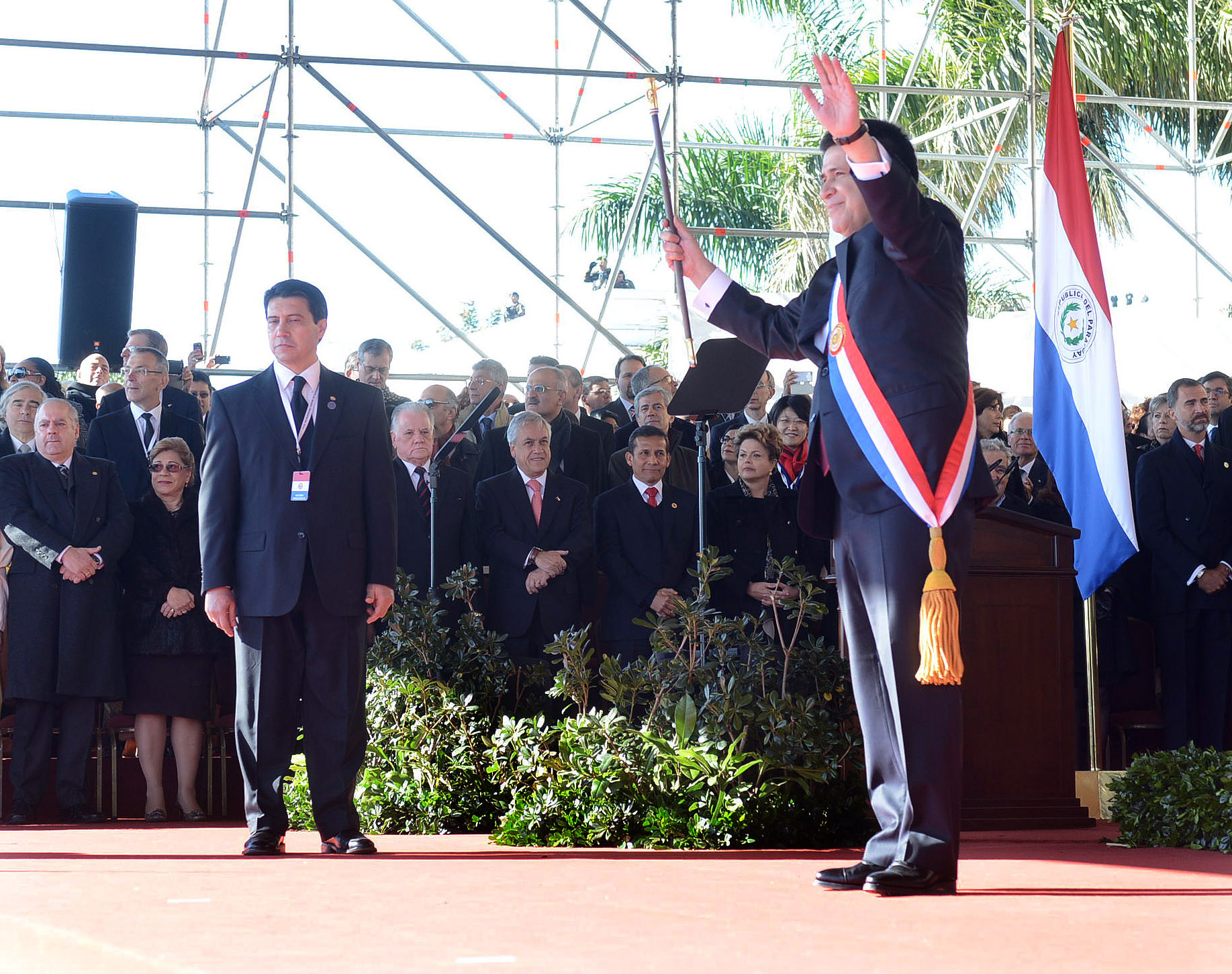
카르테스의 취임식(2013년)

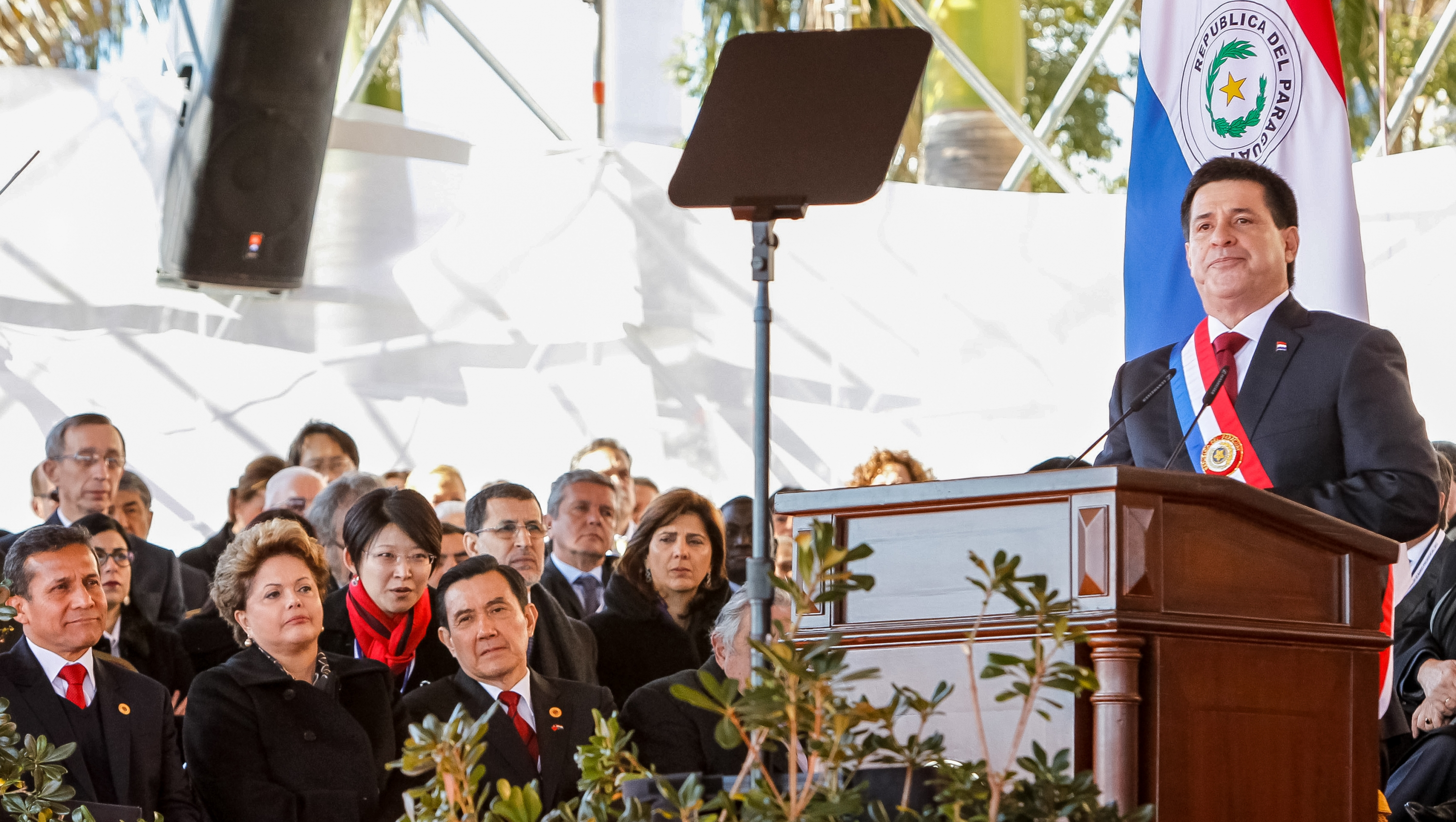
취임식에서의 카르테스. 왼쪽에 오얀타 우말라 페루 대통령 및 지우마 호세프 브라질 대통령 등이 있다.

2013년 8월 15일, 카르테스는 파라과이의 새로운 대통령으로 취임하였다. 그는 아순시온의 정부 청사 앞에서 열린 대통령 취임식에서 훌리오 세사르 벨라스케스 상원의장으로부터 대통령을 상징하는 지휘봉과 휘장을 받았다. 카르테스는 취임사에서 경제성장과 빈곤퇴치, 정치개혁 등 변화를 주요 국정 과제로 삼아 새로운 파라과이를 건설하겠다고 발표했다. 그의 취임식에는 남미 주요 정상들이 참석했지만, 베네수엘라, 에콰도르, 볼리비아 정상(강경좌익)은 참석하지 않았다. 취임식에는 대한민국 새누리당 정문헌 의원 등 100여 개국의 정부대표들이 경축 특사단으로 자리를 함께했고, 중화민국의 마잉주 총통과 스페인 왕위 계승자인 펠리페 왕자도 참석했다.

### 국정 방향
기업인 출신으로, 경제와 외교 면에서 실용 노선을 추구할 것으로 예측된다. 주요 국정과제는 경제성장과 빈곤퇴치, 정치개혁 등이다.
카르테스는 2013년 8월, 파라과이의 대통령으로 취임했다. 이로써 콜로라도당은 5년 만에 다시 여당이 되었다. 취임 직후 외교 관계에도 변화를 가져왔는데, 페르난도 루고 전 대통령의 탄핵 이후 악화된 남미 국가들과의 관계를 회복시키고 있다. 또한 악화된 베네수엘라의 관계도 복원하는 데 성공했다.

### 내각 구성
| 부              | 이름                   |
| --------------- | ---------------------- |
| 부통령          | 후안 아파라            |
| 재정부 장관     | 헤르만 로하스          |
| 외교통상부 장관 | 엘라디오 로이사가      |
| 국방부 장관     | 베르나르디노 소토      |
| 내무부 장관     | 프란시스코 데 바르가스 |
| 산업통상부 장관 | 구스타보 레이테        |
| 농업부 장관     | 호르헤 가티니          |
| 공공사업부 장관 | 라몬 히메네스 가오나   |
| 보건부 장관     | 안토니오 바리오스      |
| 문화교육부 장관 | 마르타 라푸엔테        |
| 정의노동부 장관 | 셰일라 아베드          |
| 여성부 장관     | 아나 마리아 바이아르디 |
| 체육안전부 장관 | 빅토르 마누엘 페치     |

### 외교 정책
파라과이는 2012년 6월 페르난도 루고 대통령 탄핵 소추로 인해 국제적인 비난을 받았으며, 메르코수르에서 추방되었다. 이후 메르코수르의 운영은 파행으로 치닫았으나, 상원이 2013년 12월 10일 먼저 메르코수르 가입안을 통과시켰고, 하원도 18일 가입안을 승인했다. 이로써 파라과이의 메르코수르 복귀가 가능해졌다.

#### 베네수엘라
2013년 베네수엘라와 재수교했다. 파라과이는 지난 2006년부터 베네수엘라의 메르코수르 가입을 밀어붙였고, 이 과정에서 양국 간의 충돌이 일어났고, 급기야 서로 대사를 철수시키는 일까지 일어났다. 하지만 관계가 복귀되었고, 니콜라스 마두로 베네수엘라 대통령에 대한 페르소나 논 그라타 선언도 철회했다.
2014년 1월, 양국은 외교 관계를 공식적으로 복원했다. 1월 14일 브라질 일간지 에스타도 데 상파울루 등은 파라과이 수도 아순시온 주재 베네수엘라 대사관이 전날부터 업무를 재개했다고 밝혔으며, 베네수엘라의 알프레도 무르가 파라과이 주재 신임 대사는 대사관 업무 재개를 계기로 양국 관계가 더욱 긴밀해질 것이라고 밝혔다.

#### 미국
2013년 10월, 카르테스의 아들인 후안 파블로 카르테스가 미국 마이애미에서 폭행 혐의로 체포되었다. 당시 후안 파블로는 마이애미 교외에 있는 자신의 아파트에서 파티를 하던 중 한 손님과 말다툼이 일어나 그에게 나가라고 한 뒤 경호원들이 그를 데리고 갈 때 눈을 때린 것으로 알려졌다. 그는 경찰에 체포된 뒤 구류했으나 1,500 달러의 보석금을 내고 풀려났다. 그는 인터뷰에서 이 문제에 대해 유감으로 생각하나 결코 자신의 과오가 아니었다고 말했다. 카르테스 대통령의 가족도 미국 경찰에 이 문제에 대해 유감을 표시했다.

#### 브라질
2014년 1월 17일, 브라질 언론은 파라과이-브라질 양국 외교장관이 16일 아순시온에서 만나 양국의 국경을 이루는 파라나 강에 제2의 '우정의 다리'를 건설하기로 합의했다고 밝혔다. 루이스 아우베르투 피게이레두 브라질 외교장관과 엘라디오 로이사가 파라과이 외교통상부 장관은 올해 안에 건설 공사가 시작될 것이라고 말했다. 이 다리는 양국의 우호관계를 상징하는 것은 물론 육상무역의 중심지 역할을 하지만, 한편으로는 전기전자 제품 외에 마약과 총기가 대량 밀수되는 등 악의적 의도로도 이용되면서 밀수조직 간의 다툼도 벌어지고 있다. 실제로 지난 2008년 9월 '우정의 다리' 인근 브라질 파라나 주 과이라 지역에서 파라과이 밀수조직원으로 보이는 무장괴한들이 총기를 난사해 15명이 사망하고 8명이 부상하는 사건이 발생했으며, 양국 국경지역에서 벌어진 사건 가운데 가장 많은 사상자를 낸 것으로 기록됐다.
한편 피게이레두 장관은 카르테스 대통령을 예방하고 남미공동시장 메르코수르 정상화 방안에 관해 의견을 나누었는데, 지난 2012년 6월 페르난도 루고 대통령 탄핵사태로 빚어진 회원국 간 갈등으로 파행을 거듭해온 메르코수르는 최근 들어 간신히 정상화의 길로 접어들었다.

### 경제 정책
기업인 출신으로서, 실용주의 노선을 추구할 것으로 예측된다.
카르테스는 취임하자마자 '빈곤과의 전쟁'을 선포했다. 파라과이는 전체 인구 670만 명 중 40%가 빈곤층이고 이 중 절반이 절대빈곤층인데, 보건의료 분야가 취약해 유아 사망률이 천명 당 15명에 이를 정도로 높다. 인구의 40%가 의료 서비스 사각지대에 있는 것은 물론 농업이 전체 경제의 22%를 차지하는 등 제조업 기반이 약하다. 유엔 식량농업기구(FAO)와 유엔 산하 라틴아메리카-카리브 경제위원회(Cepal)가 발표한 '2012 중남미 식량안보와 영양 실태' 보고서에 따르면, 파라과이는 전체 인구 대비 기아 인구 비율이 중남미에서 세 번째로 높은 국가로 나타났다. 카르테스는 5년 임기 동안 받을 월급 1만 달러 전액을 말기 환자 및 불우 어린이를 돌보는 산 라파엘 가톨릭 교구에 기부할 예정이다.

### 마약 합법화 반대
카르테스는 2014년 1월 2일 대마초 합법화를 수용하지 않겠다고 밝혔다. 그는 "고등학교 때 친구들이 대마초 중독으로 고통을 겪고 끝내 사망하는 모습을 봤다"며 학창 시절대의 일을 회고하기도 했고, "대마초에 중독되면 본인뿐만 아니라 주변 사람들도 힘들어진다"며 "대마초에 중독되면 다른 마약도 찾게 된다"고 말하는 등 대마초와 다른 마약과의 연관성에 대해 설명하기도 했다. 파라과이의 이웃 나라인 우루과이는 마리화나 소지가 법적으로 허용됐으나 재배 및 판매는 불법이었고, 그 때문에 마약조직들이 파라과이 등 이웃 나라들에서 마약을 밀수해 팔곤 했다.

### 아들의 체포
2013년 10월, 카르테스의 아들인 후안 파블로 카르테스가 미국 마이애미에서 폭행 혐의로 체포되었다. 당시 후안 파블로는 마이애미 교외에 있는 자신의 아파트에서 파티를 하던 중 한 손님과 말다툼이 일어나 그에게 나가라고 한 뒤 경호원들이 그를 데리고 갈 때 눈을 때린 것으로 알려졌다. 그는 경찰에 체포된 뒤 구류했으나 1,500 달러의 보석금을 내고 풀려났다. 그는 인터뷰에서 이 문제에 대해 유감으로 생각하나 결코 자신의 과오가 아니었다고 말했다. 카르테스 대통령의 가족도 미국 경찰에 이 문제에 대해 유감을 표시했다.

## 평가
전반적으로 중도보수적인 인물로 평가받는다.
대선 공약으로 경제 성장과 빈곤퇴치에 초점을 맞췄으며, 브라질을 비롯한 다른 남미 국가들과의 관계 개선에도 적극적인 자세를 보이고 있다. 하지만, 동성결혼 등과 같은 일부 문제에는 보수적인 시각을 갖고 있어 비판을 받는다.

## 논란과 의혹

### 대선 공약 관련
대선 유세 중 "동성결혼 합법화는 세상의 종말이나 마찬가지"라고 발언하여 논란을 불러일으켰다.

### 비리 전력
카르테스는 여러 가지 스캔들에 휘말렸는데, 그중 하나는 비리 전력이다. 이것이 앞으로 그의 국정 운영에 발목을 잡을 것이라는 관측도 나온다. 또한 마약조직과 돈세탁에 연루된 의혹도 받고 있다.
위키리크스가 공개한 2010년 1월 미국 국무부 외교문서에 따르면 카르테스는 마약거래로 모은 돈을 세탁하는 네트워크를 주도한 것으로 알려졌으며, 1980년대에는 외환관리법 위반으로 고발당했다.

### 유엔대사 관련
2013년 10월 16일, 파라과이 정부는 알프레도 스트로에스네르 전 대통령의 손자를 유엔대사에 임명하겠다고 밝혔다. 하지만 이는 인권단체들의 비판을 받고 있다.
알프레도 스트로에스네르 대통령은 재임 기간 중 반대파들에 대한 유례 없는 탄압 등 독재정치를 펼쳤으며, 이 기간 동안 12만 8천여 명이 정권에 의해 직·간접적으로 피해를 받은 것으로 알려진다. 이 가운데 불법적으로 체포돼 고문을 당한 사람이 1만 8천 명을 넘는 것으로 파악된 것은 물론, 적어도 59명의 민주화 인사가 처형되고 336명이 실종된 것으로 알려졌다.
또한 스트로에스네르 정권은 1970년대 남미 지역의 좌파 인사 색출을 위해 벌어진 '콘도르 작전'에도 참여했는데, 이는 1975년 아르헨티나, 볼리비아, 브라질, 칠레, 파라과이, 우루과이 등 남미 6개국 군사 독재정권 정보기관 책임자들의 합의로 진행된 것이다. 겉으로는 '좌익 게릴라 세력 척결'을 내세웠으나, 실제로는 반체제 인사, 노동운동가, 지식인들을 대상으로 무차별적인 추적·납치·살해 행위를 저질러 충격을 주었다.
이에 카르테스는 "독재자의 가족이라는 이유로 차별해서는 안 된다"며 유엔대사 임명을 강행할 것이라고 밝혔으나, 인권단체들은 스트로에스네르의 손자가 군사 독재정권의 범죄(인권 유린)를 인정하지 않는다며 반대하고 있다.

## 가족
아버지: 라몬 텔모 카르테스 린드
부인: 마리아 몬타냐 데 카르테스
아들: 후안 파블로 카르테스 몬타냐
딸: 소피아 카르테스 몬타냐, 마리아 솔 카르테스 몬타냐

## 역대 선거 결과
| 선거명      | 직책명            | 대수 | 정당       | 득표율 | 득표수      | 결과 | 당락 |
| ----------- | ----------------- | ---- | ---------- | ------ | ----------- | ---- | ---- |
| 2013년 선거 | 파라과이의 대통령 | 54대 | 콜로라도당 | 48.48% | 1,104,169표 | 1위  |      |